# Waruk Kalong
Waruk Kalong is een bestuurslaag in het regentschap Ngawi van de provincie Oost-Java, Indonesië. Waruk Kalong telt 2362 inwoners (volkstelling 2010).